# Orri Páll Dýrason
Orri Páll Dýrason, né le 4 juillet 1977, fut le batteur du groupe islandais Sigur Rós, de 1999 à 2018.
Il a rejoint le groupe en 1999 à la suite du départ d'Ágúst Ævar Gunnarsson, juste après l'enregistrement d'Ágætis byrjun.
Il démissionne du groupe le 1er octobre 2018, à la suite des accusations de viol dont il fait l'objet.
En effet, l'artiste américaine Meagan Boyd accuse le musicien de l'avoir violée deux fois à Los Angeles, en janvier 2013, ce qu'il nie.
La justice suit son cours.

## Vie familiale
Il s'est marié avec  Lukka Sigurðardóttir en 2005 avec qui il a eu deux garçons : Dýri Angantýr, qui est né en janvier 2010 et Jón, qui est né en novembre 2012. Il a également une fille d'une précédente relation qui se prénomme Vaka, qui a donné son titre à la première piste de l'album ( ) de Sigur Rós. 
Le couple a vécu à Mosfellsbær, non loin de Reykjavik, d'où il peut accéder à pied au studio personnel du groupe, Sundlaugin. Il est aujourd'hui séparé. 
Lukka a fondé la compagnie Toothfaeries qui fabrique la marchandise promotionnelle du groupe avec Alex Somers, le conjoint de Jón Þór Birgisson.

## Influences
Ses influences incluent John Bonham, Keith Moon, Charlie Watts, Ginger Baker, Ringo Starr et Mitch Mitchell.